# Onze-Lieve-Vrouw Bezoeking en Sint-Leokerk
De Onze-Lieve-Vrouw en Sint-Leokerk is de kerk van de parochie Onze-Lieve-Vrouw Bezoeking en Sint-Leo in Marialoop, een gehucht in de Belgische gemeente Meulebeke.

## Opbouw
In Marialoop stond als sinds de 17de eeuw de Onze-Lieve-Vrouw Bezoekingkapel. Er werd aanvraag ingediend bij de gemeente Meulebeke om de kapel als wijkkerk te aanvaarden. Dit werd geweigerd. De Marialopenaren eisten een pastoor én een kerk.
In 1835 verwelkomde Marialoop zijn eerste pastoor E.H. Leo Dujardin. In 1837 kreeg hij van het bisdom Brugge de toelating om een steenbakkerij op te richten en een kerk te bouwen. De steenbakkerij was gelegen op de grens tussen Meulebeke en Oostrozebeke, in de huidige Steenovenstraat.
Iedereen van Marialoop hielp mee bij het bouwen van "hun" kerk. De stenen werden met kruiwagens en boerenkarren naar Marialoopplaats gebracht. De mensen werkten ijverig door, terwijl pastoor Leo Dujardin het nodige geld probeerde bijeen te krijgen voor de financiering van de bouw.
De eerstesteenlegging gebeurde op 11 april 1837, dezelfde dag als het feest van de heilige Leo. Anderhalf jaar later, op 24 september 1838, werd de kerk ingewijd door Mgr. Boussen, bisschop van Brugge. De kerk werd genoemd naar de Heilige Leo, de patroonheilige van de pastoor-bouwer. Niet veel later kreeg de kerk ook de titel van Onze-Lieve-Vrouw Bezoeking. In januari 1839 werd Marialoop een onafhankelijke parochie.
De kerk was gebouwd, maar had nog geen toren. Pastoor Leo Dujardin ging weer geld inzamelen, ditmaal voor de financiering van de toren. De toren kwam er uiteindelijk, maar pas na de dood van de EH. Leo Dujardin, 9 oktober 1844, te Marialoop.

## Overdracht en 20e eeuw
In 1840 werd de nieuwgebouwde kerk, het pastoriehuis en de bijhorende grond aan de kerkfabriek van Marialoop overgedragen. Tot in 1846 weigerde de gemeente Meulebeke subsidies te betalen omdat het bouwen van de pastorie en de kerk buiten het medeweten van het gemeentebestuur gebeurd was.
De kerk bleef in de twee grote oorlogen bespaard van grote schade. Begin jaren negentig was er toch een grondige renovatiebeurt nodig om het verval tegen te gaan.

## Orgel
De kerk bevat een orgel van orgelbouwer Leon Lovaert uit 1846.  Het orgel was een gift van Leonard Anthone Loncke, bewoner van het kasteel Ter Borcht, die ook een deel van de bouwgrond voor de kerk geschonken had. 